# Nimbi
Nimbi er et brætspil som blev udviklet i 1945 af Piet Hein. Det er videreudvikling af det klassiske spil nim. Nimbi spilles ved at to spillere skiftes til fjerne et antal brikker langs en linje på en spilleplade. Den spiller som fjerner den sidste brik, har tabt spillet. Spillet blev publiceret i 1958 i Scientific American. Nimbi er spilteotisk analyseret  af matematikerne Aviezri S. Fraenkel og Hans Herda i 1980.

## Nimbi på GIER
Efter at computeren GIER var udviklet af Regnecentralen i 1960, spurgte Piet Hein om de kunne lave spillet til GIER. Regnecentralen accepterede opgaven og udviklede et spillebræt med knapper med lys, som kunne sluttes til GIER. Den nyansatte programmør Søren Lauesen fik opgaven at programmere spillet. Han konstruerede i samarbejde med Piet Hein en algoritme for hvordan maskinen skulle spille spillet, og Lauesen udarbejde programmet efter algoritmen. Det blev Danmarks første computerspil. Spillet blev kodet i assembler til GIER i 1962-1963. Den brugte algoritme kunne beregne computerens træk så den altid ville vinde, hvis modstanderen trak først.
Spillepladen til GIER blev kun bygget i et eksemplar, som i dag er udstillet på Bornholms Tekniske Samling.